# إلاديو هيريرا
إلاديو هيريرا (مواليد 9 فبراير 1930) هو ملاكم أرجنتيني، مثّل بلاده في الألعاب الأولمبية الصيفية 1952، وحقق الميدالية البرونزية في فئة الوزن المتوسط الخفيف.

## روابط خارجية
إلاديو هيريرا على موقع بوكس ريك (الإنجليزية) (registration required)
- إلاديو هيريرا على موقع اللجنة الأولمبية الدولية (الإنجليزية)
- إلاديو هيريرا على موقع أوليمبيديا (الإنجليزية)